# Debi Mae West
Debi Mae West é uma dubladora estadunidense. Ela ganhou um prêmio "Spike Video Game por dublar a personagem Meryl Silverburgh em Metal Gear Solid 4: Guns of the Patriots.

## Filmografia

### Filmes
- Boyz Up Unauthorized - Unknown
- Superman - Billy (1 episode)
- "Highlander: The Search for Vengeance" - Dahlia (Credited as Eid Lakis)

### Séries de anime
- Bleach - Centipede Hollow (Ep. 50)
- Digimon Frontier Movie - Kotemon
- Naruto - Tsunade
- Naruto - Mission: Protect the Waterfall Village! - Himatsu
- Naruto - Konoha Annual Sports Festival - Tsunade
- Zatch Bell! - Baransha; Hideaki; Reycom

### Desenhos animados
- Disney's 101 Dalmatians: The Series - Lucky
- Harvey Birdman, Attorney at Law - Gigi
- Max Steel - Kat

### Jogos eletrônicos
- Evil Dead: Regeneration - Necromancer Queen, Female Deadite 1
- God of War II - Atropos/Bathhouse Girl #1
- Metal Gear Solid e The Twin Snakes - Meryl Silverburgh
- Metal Gear Solid 4: Guns of the Patriots - Meryl Silverburgh
- Naruto: Ultimate Ninja 2 - Tsunade
- Naruto: Ultimate Ninja Heroes - Tsunade
- Naruto: Clash of Ninja Revolution - Tsunade
- Steambot Chronicles - Savory (não creditada)
- Tales of Symphonia - Sephie, vários
- Tenchu 2 - Ayame
- Zatch Bell! Mamodo Fury - Baransha; Reycom
- Warcraft III: The Frozen Throne - Maiev Shadowsong, Night Elf Female
- World of Warcraft - Maiev Shadowsong, Night Elf Female
- The Chronicles of Riddick: Escape from Butcher Bay - Vozes do computador e elevador